# Alexandre Nicoué
Pour l’homme politique togolais, voir Octave Nicoué Broohm.

a Compétitions nationales et continentales officielles uniquement.

b Matchs officiels uniquement.
Dernière mise à jour le 26 octobre 2024.
Alexandre Nicoué, né le 1er février 1997 à Caen (Calvados), est un joueur français de rugby à XV jouant au poste d'ailier.

## Biographie
Alexandre Nicoué commence la pratique du rugby à XV en Angleterre puis rejoint le Rennes Étudiants Club. Il pratique en parallèle le judo à Cesson-Sévigné, où il remporte la médaille d'argent en minime -60 kg en 2011. En 2014, il dispute les Jeux olympiques de la jeunesse à Nankin et remporte l'épreuve de rugby à sept.
Après avoir intégré le pôle espoirs de Tours, il s'engage à l'ASM Clermont Auvergne où il rejoint le centre de formation et se fixe au poste d'ailier. Il est sélectionné en équipe de France des moins de 20 ans pour le Championnat du monde junior 2016 durant lequel il dispute trois matchs. Il remporte le Championnat de France espoirs en 2018. Il fait ses débuts en Top 14 sur la pelouse du Racing 92 en janvier 2018.
En juin 2018, il signe au Biarritz olympique. À l'issue de la saison 2021-2022, son contrat n'est pas reconduit.
Il s'engage avec son club formateur du Rennes Étudiants Club en octobre 2022.